# مارتا پی. هاینز
مارتا پی. هاینز (انگلیسی: Martha P. Haynes؛ زادهٔ ۱ ژانویهٔ ۱۹۵۱) دانشمند در زمینه اخترفیزیک اهل ایالات متحده آمریکا است.
وی همچنین برندهٔ جوایزی همچون نشان هنری دراپر شده‌است.